# Casola Valsenio
Casola Valsenio är en ort och kommun i provinsen Ravenna i regionen Emilia-Romagna i Italien. Kommunen hade 2 520 invånare (2018).